# Tremadocium
| ❮ | System              | Serie              | Stufe       | ≈ Alter (mya) |
| ❮ | später              | später             | später      | jünger        |
| - | ------------------- | ------------------ | ----------- | ------------- |
| ❮ | O r d o v i z i u m | Ober- ordovizium   | Hirnantium  | 443,4 ⬍ 445,2 |
| ❮ | O r d o v i z i u m | Ober- ordovizium   | Katium      | 445,2 ⬍ 453   |
| ❮ | O r d o v i z i u m | Ober- ordovizium   | Sandbium    | 453 ⬍ 458,4   |
| ❮ | O r d o v i z i u m | Mittel- ordovizium | Darriwilium | 458,4 ⬍ 467,3 |
| ❮ | O r d o v i z i u m | Mittel- ordovizium | Dapingium   | 467,3 ⬍ 470   |
| ❮ | O r d o v i z i u m | Unter- ordovizium  | Floium      | 470 ⬍ 477,7   |
| ❮ | O r d o v i z i u m | Unter- ordovizium  | Tremadocium | 477,7 ⬍ 485,4 |
| ❮ | früher              | früher             | früher      | älter         |

Das Tremadocium ist in der Erdgeschichte die unterste chronostratigraphische Stufe der Unterordovizium-Serie bzw. des Ordovizium. Die Stufe umfasst in absoluten Zahlen ausgedrückt (geochronologisch) etwa den Zeitraum von etwa 485,4 bis etwa 477,7 Millionen Jahren. Das Tremadocium folgt auf die oberste, noch nicht formal benannte Stufe („Stufe 10“) der Furongium-Serie des Kambriums. Es wird gefolgt vom Floium, der zweiten Stufe des Unterordoviziums.

## Namensgebung und Geschichte
Die Stufe ist nach dem Ort Tremadoc in Wales benannt. Stufe und Name wurden von Adam Sedgwick 1846 vorgeschlagen (als „Tremadoc Group“).

## Definition und GSSP
Die Basis des Tremadociums (und damit des Ordoviziums) ist durch das Erstauftreten der Conodonten-Art Iapetognathus fluctivagus definiert. Diese Grenze liegt etwas oberhalb der Cordylodus lindstromi-Conodonten-Zone und etwas unterhalb des Erstauftretens der ersten planktonischen Graptolithen. Die Obergrenze ist mit dem Erstauftreten der Graptolithen-Art Tetragraptus approximatus festgelegt. Das Referenzprofil (GSSP = Global Boundary Stratotype Section and Point) der Internationalen Kommission für Stratigraphie ist das sog. „Green Point-Profil“ im Gros-Morne-Nationalpark, ungefähr 70 km vom Flughafen von Deer Lake und ungefähr 10 km nördlich des Ortes Rocky Harbour, im westlichen Neufundland (Kanada).

## Umweltparameter
Die δ18O-Werte sind im Verlauf des Tremadociums mit −9 ‰ PDB die niedrigsten im gesamten Ordovizium und stehen als Proxy für sehr warme klimatische Verhältnisse. Im Verlauf des weiteren Ordoviziums sollte sich das globale Klima dann sukzessive abkühlen. So betragen an der Wende zum Silur die δ18O-Werte nur noch −5 ‰ PDB. Eine vergleichbare Entwicklung zeigen die δ13C-Werte, die mit −1,5 ‰ PDB ihren niedrigsten Wert einnehmen und dann bis zum Beginn des Silurs auf 1,5 ‰ PDB ansteigen. Dem entgegengesetzt verläuft der Trend von 87Sr/86Sr, der im Tremadocium mit 0,7090 sein Maximum aufweist und dann bis zum Ende des Ordoviziums auf 0,7078 absinkt.
Der Meeresspiegel zeigt zu Beginn des Tremadociums transgressives Verhalten, erreicht einen Höchststand bei 486 Millionen Jahren BP und sinkt dann wieder zu einem sehr deutlichen Tiefststand bei 484 Millionen Jahren BP ab. Die restliche Stufe steht dann unter einem erneuten Anstieg, der sein Maximum erst im mittleren Floium einnehmen sollte.

## Vorkommen
Während des Tremadociums wurden folgende Gruppen und Formationen abgelagert:
- Australien:
  - Amadeus-Becken – Pacoota Sandstone Formation
- England:
  - Lake District – Skiddaw Group
  - Man – Manx Group
  - Midland Platform, Nuneaton – Stockingford Shale
  - Shropshire – Shineton Shale (1000 Meter)
  - Worcester Graben
- Irland:
  - Leinster-Becken – Ribband Group (4300 Meter)
- Kanada:
  - Neufundland – Green Point Formation (GSSP Tremadocium)
- Schweden:
  - Västergötland (GSSP Floium)
- Wales:
  - Cwmhesgen Formation (Nordwales)
  - Dyfed – Trefgarne Volcanics
  - Harlech Dome (Nordwestwales) – Rhobell Volcanics (3900 Meter)

## Evolution
Die Untergrenze des Tremadociums wird durch das Massensterben an der Grenze Kambrium/Ordovizium gekennzeichnet (Kambro-Ordovizisches Artensterben). Viele Gattungen der Brachiopoden und der Conodonten verschwanden, auch die Zahl der Trilobitentaxa ging stark zurück. Dennoch konnte der Grad an Biodiversität des Kambriums bewahrt bleiben. Die etwas später einsetzende rasante Artenausbreitung (Ordovizische Radiation) hatte ihre Wurzeln im ausgehenden Tremadocium.
Während des Tremadociums erschienen erstmals die planktonisch lebenden Graptolithen. Bei den Kieferlosen (Agnatha) findet sich im Fossilbericht das Taxon Anatolepis. Bei den Kopffüssern (Cephalopoden) tritt der Nautiloide Proterovaginoceras auf.